# George Hitchings
George Herbert Hitchings (ur. 18 kwietnia 1905 w Hoquiam, Waszyngton, zm. 27 lutego 1998 w Chapel Hill, Karolina Północna) – amerykański biochemik i farmakolog, laureat Nagrody Nobla. Był profesorem Uniwersytetu w Durham i Chapel Hill. Członek Royal Society w Londynie i National Academy of Sciences w Waszyngtonie.
Wspólne badania George'a Hitchingsa i Gertrudy Elion doprowadziły do odkrycia w 1951 roku pierwszego skutecznego lekarstwa stosowanego w terapii chorób nowotworowych. Współpracowali oni przez około 30 lat. Skupili się nad badaniami dotyczącymi poznaniu kwasów nukleinowych a w szczególności struktury DNA. Para odkryła również lekarstwa stosowane m.in. w terapii:
- malarii (pirymetamina)
- białaczki i chorób immunologicznych (tioguanina, merkaptopuryna)
- infekcji dróg moczowych i oddechowych (trymetoprym)
- dny moczowej (allopurynol).

W 1988 roku otrzymał wraz z Jamesem W. Blackiem (Wielka Brytania) i Gertrude B. Elion (USA) Nagrodę Nobla w dziedzinie fizjologii i medycyny za sformułowanie znaczących zasad leczenia farmakologicznego (w szczególności nad wytycznymi dotyczącymi chemioterapii) i stworzenie na ich podstawie nowej generacji leków przeciwnowotworowych.